# Тифлисская физическая обсерватория
Тифлисская физическая обсерватория — научное учреждение, астрономическая, метеорологическая и магнитная обсерватория в Тифлисе, основанная в 1837 году. Обсерватория числится в списке кодов обсерваторий Центра малых планет под номером «125» и под кодовым названием «Тбилиси». Магнитная обсерватория называется «Душети» (Dusheti). В 1950-х годах на основе обсерватории был сформирована Гидрометеорологическая обсерватория Тбилиси, в дальнейшем реорганизованная в Институт Гидрометеорологии. В данный момент в здании обсерватории располагается Музей Геофизических наук Грузинской Академии наук.

## Руководители обсерватории
- 1837—1839 — учитель гимназии И. А. Шестаков (Первый директор обсерватории).
- 1839—1847 — Учитель гимназии Андрей Тимофеевич Филадельфин[1]
- 1847—1850 — профессор минералогии Г. В. Абих (1806—1886) (Временный директор).
- 1850—1878 — Астроном Арнольд Федорович Мориц (1821—1902).
- 1878—1894 — Иоганн Мильберг (1841—1894) — проводил исследования климатологии Кавказа, магнитные наблюдения и их обработку
- 1919—1923 — Андрей Бенашвили.
- 1924 — Михаил Нодия.

## История обсерватории
Потребность в организации геодезической и метеорологической обсерватории на территории Грузии возникла после присоединения её к Российской Империи в 1801 году. Необходимо было создать обсерваторию «нуль-пункт», от которой производились бы отсчеты высот над уровнем моря и к которому бы привязывались бы все геодезические измерения. Местом для такой обсерватории был выбран Тифлис. В обсерватории должны были сочетаться астрономическая, метеорологическая и магнитная обсерватория.
20 сентября 1834 года академик А. Я. Купфер (1799—1865 года) обратился с посланием к наместнику Кавказа генерал-адъютанту барону Г. В. Розену по поводу организации в Тифлисе метеорологической обсерватории. На должность директора рекомендовался учитель гимназии И. А. Шестаков. К 1837 году здание обсерватории на Сололакской горе было практически готово, но условия на крутом склоне оказались очень трудными для наблюдений, так что к 1839 году наблюдения прервались. Новое здание обсерватории было построено около горы Св. Давида. Регулярные наблюдения начались 1 мая 1844 года. Проводились магнитные и метеорологические наблюдения в рамках международной программы. На тот момент (1847 год) координаты обсерватории были определены как: 41 градуса 41 минута северной широты и 44 градуса 48 минут восточной долготы. 22 октября 1850 года Тифлисская временная магнитно-метеорологическая обсерватория была реорганизована в постоянную и стала именоваться Тифлисская магнитно-метеорологическая обсерватория. Обсерватория находилась в подчинении штаба Кавказского корпуса, а по научной части управлялась Главной физической обсерваторией (Санкт-Петербург). Расширение застройки домами вынудило перенести обсерваторию на новое место. 1 декабря 1851 года было проведено первое наблюдение в новом здании обсерватории в районе Авлабара (ю-в часть города Тифлиса). Но и это место оказалось не подходящим для наблюдений и обсерватория снова переехала в новое место. В 1860—1861 годах она была построена в городе Тифлис в районе Куки (возможно Кукиа). Последняя обсерватория была построена на месте двух казарм инженером Лемкулем под руководством Морица. Для астрономических наблюдений были не лучшие условия, так как частично закрыт горизонт и проходит активное движение по шоссе рядом с обсерваторией.
В 1860 году было решено создавать Астрономический сектор обсерватории. Появление астрономического направления является результатом организационной активности, проявленной О. В. Струве. С декабря 1860 года в Тифлисе находился Д. Д. Обломиевский, астроном Кавказского военно-топографического отдела, с доставленными им сюда астрономическими инструментами. Проблему с шоссе решили, прорыв ров до самых скальных пород по периметру вокруг здания обсерватории и заполнив его водой. 1 мая 1861 года новая обсерватория вступила в строй. 28 марта 1865 года обсерватория перешла из военного ведомства в гражданское, а также переименована в Главную Кавказскую обсерваторию, состоящую из двух отделений: физического и астрономического. С июня 1867 года стала называться Тифлисской физической обсерваторией. Астрономические наблюдения прекратились с отъездом Обломиевского и Морица, после чего обсерватория стала полностью магнитно-метеорологической.
В 1924 году обсерватория была переименована в Тбилисскую Геофизическую обсерваторию. В 1947 году геофизическая лаборатория Тбилиси была реорганизована в научно-исследовательскую геофизическую обсерваторию Тбилиси, на базе которой в 1953 году был создан зональный научно-исследовательский гидрометеорологический институт Тбилиси. В 1956 году была создана гидрометеорологическая обсерватория (ГМО) Тбилиси.

## Инструменты обсерватории
Астрономические:
- Трехфутовый меридианный круг Репсольда (Труба: D = 5.5 дюйма, F = 76 дюйма; круг диаметром 39 дюймов; опись 1865 года) — в конце XIX века был обменян с Одесской обсерваторией на 11 метеорологических и физических приборов[2]
- Малый рефрактор Штейнгеля № 1608 (D = 4.25 дюйма, F = 64 дюйма; опись 1865 года)
- Астрономические часы с секундным маятником работы Пиля (№ 52, опись 1865 года)
- Коллиматор (D = 3.25 дюйма, F = 39 дюйма; опись 1865 года) + объектив D = 3.75 дюйма

Магнитные:
- Магнитный вариометр

Метеорологические:
- Термометр
- Барометр

## Отделы обсерватории
Во второй половине XIX века:
- Физический
- Астрономический — проведение постоянных астрономических наблюдений и содействие в успехах астрономических и геодезических работ Кавказского края и экспедиций

Сейчас отделы гидрометеорологической обсерватории:
- метеорологии, актинометрии и аэрологии
- оценки и контроля данных
- первичной обработки данных и технического обеспечения управления
- машинной обработки и архивации данных
- агроклиматологии
- гидрологии и государственного водного кадастра
- государственного фонда данных

## Направления исследований
- Геодезические измерения Закавказского края (Грузии)
- Геофизические (сейсмические)
- Метеорологические измерения
- Климатические исследования
- Гидрометерология
- Геомагнитные измерения
- Астрометрия астероидов

## Основные достижения
Астрономические:
- Наблюдения солнечного затмения 22 февраля (6 марта) 1867 года
- Исследования движения малой планеты (48) Дорида с учетом возмущений от больших планет методом Ганзена (1795—1874)

Геомагнитная обсерватория Тбилиси:
- Непрерывные ежедневные измерения геомагнитного поля с 1880 по 1991 год

Гидрометеорологическая обсерватория (ГМО):
- В советское время наблюдательная сеть гидрометеорологической службы включала свыше 100 гидрометеорологических станций и около 300 гидрометеорологических и агрометеорологических постов. В данный момент ГМО Тбилиси методично руководит территориальными органами департамента, входящими в них 54 гидрометеорологическими станциями и 51 постом.

Общие:
- Публикация более 60 больших томов «Наблюдений Тифлисской физической обсерватории» и в «Сейсмическом бюллетене»
- Основной вклад обсерватория принесла в области магнитно-метеорологических наблюдений

## Известные сотрудники

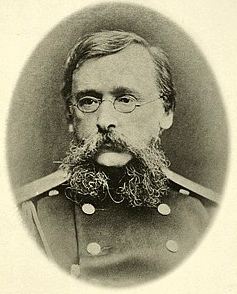
Д. Д. Обломиевский, Альбом портретов бывших кадет 1-го кадетского корпуса, выпуск 1852 г.

- Генерал-майор Дмитрий Дмитриевич Обломиевский (1834—1897) — один из немногочисленных астрономов, работавших в данной обсерватории (проходил практику в Пулковской обсерватории); проводил работы по определению точных географических координат ряда пунктов Кавказа, определению влияния гор Кавказского хребта на уклонение отвеса.Д. Д. Обломиевский, Альбом портретов бывших кадет 1-го кадетского корпуса, выпуск 1852 г. Его имя выгравировано на юбилейной медали «В память пятидесятилетия Корпуса военных топографов. 1872». Подготовил к изданию «Вспомогательные таблицы тригонометрических функций малых дуг» (СПб., 1875), «Симметрические функции» (СПб., 1903 г.) и пр.[3]
- Бюс Евгений Иванович (1885—1969) — с 1921 года работал заведующим сейсмическим отделом Тбилисской физической обсерватории
- Джугашвили (Сталин) Иосиф Виссарионович (1878—1953) — в 1899—1901 годах работал вычислителем-наблюдателем Тифлисской физической обсерватории
- Среди известных сотрудников обсерватории Радде, Густав Иванович[4] (1863). В 1863 году Радде по рекомендации директора Санкт-Петербургской обсерватории академика А. Я. Купфера получил назначение на должность помощника директора Тифлисской физической обсерватории. Работа в обсерватории не пришлась, однако, Радде по душе. Не прошло и пяти месяцев, как он рассорился с директором обсерватории и оставил службу.
- Фигуровский, Иван Владимирович (1865—1940) — климатолог, работал в 1895—1907 годах старшим наблюдателем Тифлисской обсерватории[5]

## Адрес обсерватории
- город Тифлис, с востока шоссе, с запада река Кура; проспект Давида Агмашенебели (ранее — Михайловский, затем — Плеханова), дом 150 (David Agmashenebeli Avenue, 150). Расположено на территории Министерства Обороны Грузии.

## Интересные факты
- Сотрудником обсерватории числился Джугашвили, Иосиф Виссарионович[6]:с.16 (1899—1901).[7][8]
- От даты создания обсерватории в Тифлисе (1837 г.) отсчитывается история Гидрометслужбы Грузии[9]